# Камйонка (Ґарволінський повіт)
Камйонка (пол. Kamionka) — село в Польщі, у гміні Борове Ґарволінського повіту Мазовецького воєводства.
Населення — 146 осіб (2011).
У 1975-1998 роках село належало до Седлецького воєводства.

## Демографія
Демографічна структура станом на 31 березня 2011 року:
|          | Загалом | Допрацездатний вік | Працездатний вік | Постпрацездатний вік |
| -------- | ------- | ------------------ | ---------------- | -------------------- |
| Чоловіки | 68      | 18                 | 43               | 7                    |
| Жінки    | 78      | 22                 | 37               | 19                   |
| Разом    | 146     | 40                 | 80               | 26                   |